# 水西门 (合肥)
水西门，俗称小西门，合肥城门之一，位于今清溪路与环城公园西路交口附近，因在原金斗河的西北，故称水西门。《合肥县志》载其“楼三楹，月城顶皆石台”。为传承水西门之名，环城公园西路上跨清溪路的立交桥被命名为水西门桥。